# Ново бърдо (град)
 Тази статия е за града в Косово.  За други значения вижте Ново бърдо.  
Ново бърдо (на албански: Novobërda или Artana, на сръбски: Ново Брдо или Novo Brdo) е град в Източно Косово и административен център на Община Ново бърдо, част от Прищински окръг. Според данни от 2007 година населението на общината наброява 3900 души.

## История
Ново бърдо е стар средновековен град и рударско селище. Близо до днешния град могат да се видят руините на средновековния укрепен град и крепост Ново бърдо. В околностите на Ново бърдо има останки от някогашните рудници и минни селища.
Градът се споменава в латински и саксонски документи много преди 1326 година под имената Novaberd, Novus Mons, Novamonte или Nyeuberghe. По време на Първото българско царство Ново бърдо, както и днешно Косово са част от България. Районът влиза в пределите на Втората българска държава до третата четвъртина на 13 век.
Сръбският крал Стефан Милутин присъединява областта към Рашка. Рашкият крал подига града, канейки саксонски рудари (Саси) за разработка на богатите минни находища в околността. Териториалните промени, настъпили през 1284 г., са скрепени с брак на рашкия владетел с Анна Тертер. Тук в началото на 15 век е роден българският книжовник Владислав Граматик.
Благодарение на мините, от 1430 година до управлението на султан Мехмед IV (1648 – 1687) в града функционира монетарница, определяна като една от най-активните османски монетарници на Балканите. До времето на султан Сюлейман I (1520 – 1566) в отсечените монети монетарницата е означена като Новар, а след това - като Новаберда. Сечени са златни султани (алтъни), сребърни акчета и медни мангъри.

## Родени в Ново бърдо
- Владислав Граматик
- Димитър Кантакузин